# Александрос Схинас
Александрос Схинас (на гръцки: Αλέξανδρος Σχινάς) е гръцки анархист, убил гръцкия крал Георгиос I в 1913 година.

## Биография
Схинас е роден в 1870 година в македонския град Сяр, който тогава е в Османската империя. Емигрира в САЩ и работи в кухнята в Пето Авеню Хотел, където един келнер си спомня, че редовно четял социалистическа литература и „се сприятелявал с радикални и ярки мислители. Схинас се обявява против правителствата и особено против аристокрацията и монархията.
Схинас отваря анархистко училище в Сяр, но гръцките власти го затварят за разпространение на антиправителствени идеи. Двама от сподвижниците му са осъдени, но Схинас успява да избегне затвора. Властите конфискуват анархистки книги и памфлети, насочени срещу краля.
На 18 март 1913 година, около 5 и 15 следобед, Схинас застрелва в гръб крал Георгиос I от две крачки, докато кралят се разхожда в Солун край Бялата кула. Куршумът пронизва сърцето и дробовете на краля и излиза през стомаха и при пристигането в болницата кралят вече е мъртъв.
Схинас е задържан, като първоначално отказва да даде обяснение на престъплението си. Когато офицер го пита не му ли е било жал за страната му, той отговаря, че е против правителствата. Макар Схинас през цялото време да запазва самообладание, има предположения, че той „не е отговорен за постъпките си“. По-късно Схинас обявява, че е убил краля, защото отказал да му даде пари. Правителството пуска съобщение, в което обявява Схинас за скитник пияница.
Схинас е измъчван в полицията, но отказва да съобщи имената на съучастници. На 6 май е обявено, че е извършил самоубийство, скачайки от прозореца на жандармерийския участък в Солун.
По-късно се появяват различни теории за мотивите на Схинас, включително че действията му са били дирижирани от България, като отмъщение за загубените територии, Австро-Унгария по политически причини или Германия по династически, но за никоя от тях няма доказателства.